# Меценат

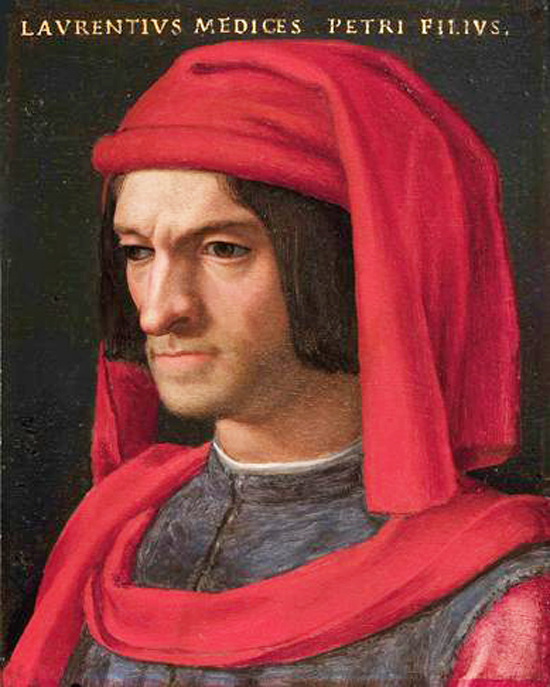
Лоренцо Медичи, один из самых прославленных меценатов в истории

Мецена́т — лицо, способствующее на добровольной и безвозмездной основе развитию не только науки, искусства, здравоохранения и образования в целом, но и конкретным лицам в частности, оказывая финансовую помощь из личных средств или же имея для этого собственную организацию, ориентированную на ту или иную благодетель.

## Происхождение понятия
Термин происходит от имени знатного римлянина, из древнего этрусского рода, Гая Цильния Мецената (ок. 70—8 гг. до н. э.), который был покровителем художников и поэтов (Вергилия, Горация, которому подарил сабинское поместье), искусств при императоре Августе. Будучи доверенным лицом императора Октавиана Августа, он вёл государственные дела, не занимая никакой официальной должности, но будучи вместе с Агриппой самым влиятельным помощником Августа и принимая самое деятельное участие во всех действиях императора по устроению государства и упрочению власти. В своих отношениях к Августу он был свободен от низкопоклонства и заискивания и свободно высказывал свои взгляды, нередко совершенно противоположные планам императора.
Со временем меценатами стали называть богатых покровителей как культуры в целом, так и искусства и науки. Многие из них вошли в историю культуры наравне с выдающимися актёрами, художниками, писателями, поскольку способствовали не только развитию их творчества, процветанию искусства, но и приобщению широких масс к культурным достижениям. Одним из примеров меценатства является семейство Медичи, представители которого с XIII по XVIII век неоднократно становились правителями Флоренции. Наибольшую известность они приобрели как спонсоры самых выдающихся гениев эпохи Возрождения.
В качестве ещё одного примера можно привести династию банкиров и общественных деятелей Ротшильдов, на протяжении XX века имевших наибольшее состояние в современной мировой истории. Они начинали своё восхождение к высшим слоям общества в конце XVIII века и в итоге опутали своей финансовой сетью практически все европейские дворы. История финансового успеха начиналась с антикварной лавки родоначальника династии Ротшильдов — Майера Амшеля. Скопив деньги, Майер открыл первый банк Ротшильдов, где можно было поменять деньги одних германских княжеств на другие, обменять и продать монеты и медали, антиквариат. Со временем эта тенденция лишь укрепилась — к середине XIX века половину своих активов Ротшильды вложили в произведения искусства. С одной стороны, эти инвестиции обеспечивали хороший фонд семьи на случай потрясения, а с другой — создали Ротшильдам репутацию не столько накопителей богатства, сколько людей, способных ценить, понимать и продвигать прекрасное.